# Бахрамов Тофік Бахрам-огли
Тофік Бахрам-огли (Бахрамович) Бахрамов (азерб. Tofiq Bəhramov, рос. Тофикк Бахрам-оглы (Бахрамович) Бахрамов; нар. 29 січня 1925 — пом. 23 березня 1993, Баку) — азербайджанський і радянський футбольний арбітр. Суддя всесоюзної категорії (1958), арбітр ФІФА (1965). Тринадцять разів потрапляв до списку найкращих суддів СРСР. Один із провідних радянських футбольних суддів 1960-х років. Був боковим арбітром у фіналі чемпіонату світу 1966 і зарахував спірний гол англійця Джеффа Герста у ворота команди ФРН — досі не встановлено, чи перетнув м'яч лінію воріт. Був головним суддею першого матчу фіналу Кубка УЄФА 1971/72. У вищій лізі СРСР провів 146 поєдинків (1958 — 1959, 1963 — 1975).

## Життєпис
1940 року почав виступати за дитячу команду «Спартак» (Баку), потім перейшов у «Нафтовик» (Баку). Отримав важку травму ноги, був прооперований. У 1951 році розпочав судити ігри.
Освіта: вища. Заслужений діяч фізичної культури та спорту Грузинської РСР (1966). Знак «Почесний суддя» (1980). Нагороджений пам'ятною золотою медаллю за суддівство понад 100 матчів у вищій лізі. Орден Трудового Червоного Прапора (1970).
Автор книг «1001 матч» і «Любите футбол». В останні роки життя був генеральним секретарем АФФА (Азербайджанської федерації футболу асоціації).
На його честь названо найбільший стадіон Азербайджану — Республіканський в Баку. На цьому стадіоні встановлено пам'ятник арбітрові.